# Ново Брдо Мрежницько
45°24′ пн. ш. 15°26′ сх. д. / 45.40° пн. ш. 15.43° сх. д.
Ново Брдо Мрежницько (хорв. Novo Brdo Mrežničko) — населений пункт у Хорватії, у Карловацькій жупанії у складі міста Дуга Реса.

## Населення
Населення за даними перепису 2011 року становило 119 осіб.
Динаміка чисельності населення поселення: